# Ed (Zweden)
Ed is de hoofdplaats van de gemeente Dals-Ed in het landschap Dalsland en de provincie Västra Götalands län in Zweden. De plaats heeft 2942 inwoners (17 februari 2006) en een oppervlakte van 383 hectare. De plaats ligt tussen de meren Stora Le en Lilla Le in het noordwesten van Dalsland.

## Verkeer en vervoer
Bij de plaats lopen de Länsväg 164 en Länsväg 166.